# Sollasella
Sollasella is een geslacht van sponsdieren uit de klasse van de Demospongiae (gewone sponzen).

## Soorten
- Sollasella cervicornis (Burton, 1959)
- Sollasella digitata Lendenfeld, 1888
- Sollasella moretonensis van Soest, Hooper, Beglinger & Erpenbeck, 2006